# Hermann Jahn (Politiker)

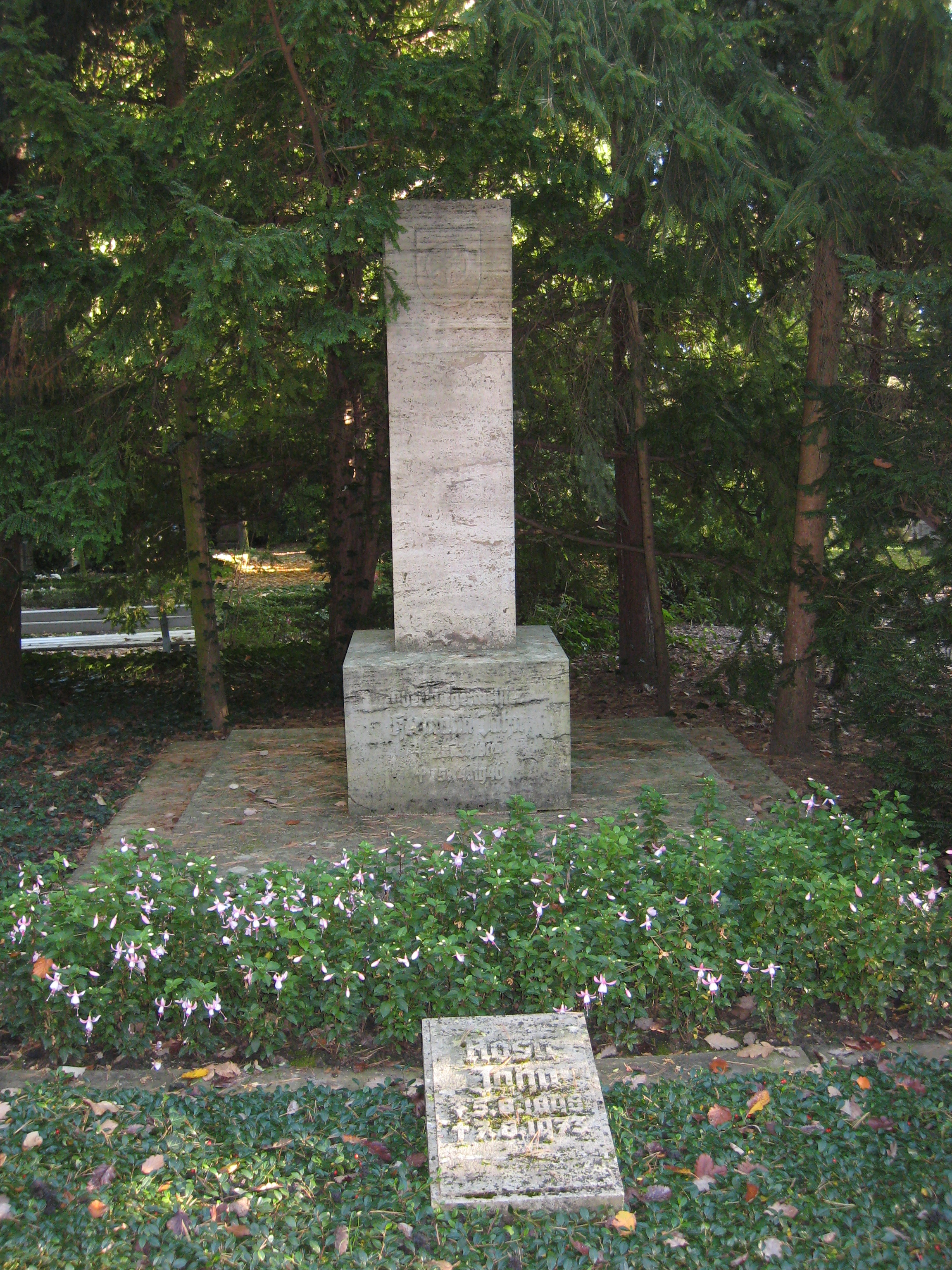
Grabmal auf dem Hauptfriedhof Erfurt

Hermann Jahn (* 28. März 1894 in Ilmenau, Verwaltungsbezirk Weimar, Sachsen-Weimar-Eisenach; † 15. April 1946 in Erfurt, Provinz Sachsen, Preußen) war ein deutscher kommunistischer Politiker und antifaschistischer Widerstandskämpfer. Er war kurz vor seinem Tod für einige Monate Oberbürgermeister der Stadt Erfurt.

## Politische Biographie

### 1919 bis 1932
Hermann Jahn gehörte zu den Gründungsmitgliedern des Erfurter Ortsvereins der KPD, der sich bereits am 2. Januar 1919 konstituierte. Die vergleichsweise kleine Gruppe – an der Gründungsversammlung in der Gaststätte „Cardinal“ nahmen vermutlich nur etwa 20 Personen teil – hatte in den ersten Jahren einen schweren Stand gegen die die lokale Arbeiterbewegung dominierende USPD und eine zu diesem Zeitpunkt in Erfurt zahl- und einflussreiche anarchosyndikalistische Strömung, die mehrfach versuchte, den Ortsverein zu übernehmen.
In den Krisenjahren nach dem Ersten Weltkrieg profilierte sich der gelernte Porzellangießer und Schlosser Jahn als lokaler Aktivist und Funktionär der Partei. So war er unter anderem in den seit dem Spätsommer 1923 massiv vorangetriebenen Aufbau regionaler Strukturen der „proletarischen Hundertschaften“ eingebunden, die vom preußischen Erfurt aus für das umliegende thüringische Gebiet organisiert wurden. Am 21. Oktober 1923 wurden 16 Erfurter Kommunisten, darunter Hermann Jahn, auf direkte Anweisung des Oberpräsidenten der Provinz Sachsen Hörsing im Zuge der Vorbereitung der Absetzung des linkssozialdemokratischen thüringischen Ministerpräsidenten August Frölich wegen dieser Aktivitäten verhaftet. Zwei Tage später fand eine von der KPD organisierte Solidaritätsdemonstration statt, die vor der Hauptpost am Anger von Polizisten beschossen wurde. Dabei kam ein Kundgebungsteilnehmer ums Leben, mehrere weitere wurden schwer verletzt. Jahn wurde am 12. November ohne Anklage aus der Haft entlassen.
Der in der Folge zum hauptamtlichen Funktionär Aufgerückte leitete in den letzten Jahren der Weimarer Republik den Erfurter Unterbezirk der KPD, der sich zu einer stabilen Hochburg entwickelte. Jahn – zuletzt auch Stadtverordneter – gelangen in diesem Zeitraum einige bemerkenswerte Mobilisierungserfolge (etwa eine von fast 40.000 Menschen besuchte Kundgebung in der „Mitteldeutschen Kampfbahn“ – dem heutigen Steigerwaldstadion – am 21. Juli 1932) sowie die strukturelle Überflügelung der örtlichen SPD, die bei den zahlreichen zwischen 1930 und 1933 stattfindenden Wahlen in Erfurt konstant deutlich schlechter als die KPD abschnitt. Bei den Reichstagswahlen vom 14. September 1930 erzielte die KPD einen Stimmenanteil von 22,2 % und wurde so vor SPD (18,0 %) und NSDAP (16,9 %) vorübergehend zur stärksten Partei im Stadtgebiet.

### 1933 bis 1939
Bereits am 1. Februar 1933 verbot der Erfurter Regierungspräsident alle öffentlichen Veranstaltungen der KPD. Der hier noch vor dem Reichstagsbrand einsetzende Terror von Polizei und SA kostete innerhalb weniger Monate mehreren lokal exponierten Kommunisten das Leben (Werner Uhlworm, Kurt Beate, Josef Ries, Heinz Sendhoff, Waldemar Schapiro).
Jahn konnte sich zunächst erfolgreich verbergen und aus der Illegalität heraus zusammen mit dem von der nach Leipzig ausgewichenen Bezirksleitung der KPD abgestellten Instrukteur Heinz Frommhold den Zusammenhalt des Unterbezirks in der Substanz erhalten. Bis weit in das Jahr 1934 hinein sollen in Erfurt und im näheren Umland etwa 800 Parteimitglieder regelmäßig Beiträge entrichtet haben. Noch am 6. Juni 1935 schätzte die Staatspolizeistelle Erfurt in einem Lagebericht ein, dass „die KPD (…) weit über 30 % der Arbeiterschaft hinter sich“ habe.
Allerdings wurden die verbliebenen Gliederungen der Partei bis 1937 weitgehend zerschlagen oder zerfielen angesichts der andauernden Illegalität von selbst; eine an ehemalige legale Strukturen anknüpfende Tätigkeit gelang jedenfalls nicht mehr. Auch Jahn wurde verhaftet und zu einer Zuchthausstrafe verurteilt, kam aber 1936 zunächst wieder frei. Um ihn bildete sich ein Kreis ehemaliger Parteimitglieder und Sympathisanten, der regelmäßig im Rahmen vermeintlicher „Familienfeiern“ und „Skatabende“ zu Diskussionen zusammenkam. Auch dieser weitgehend passive Zirkel unterlag weiterhin härtester Repression – zwischen 1933 und 1945 kamen etwa 80 Erfurter Kommunisten gewaltsam oder durch Krankheit in Konzentrationslagern, Gefängnissen und Zuchthäusern ums Leben, weitere 582 wurden zu insgesamt 1537 Jahren Haft verurteilt. Der neben Jahn am Vorabend des Kriegsausbruchs besonders engagierte frühere Parteifunktionär Fritz Noack wurde im Juli 1939 verhaftet und Anfang August auf dem Gelände der Zitadelle Petersberg von Gestapo-Beamten ermordet.

### 1942 bis 1944
Im Herbst 1941 ergriffen der zu diesem Zeitpunkt in Tabarz wohnende ehemalige Erfurter Lehrer Theodor Neubauer und der Jenaer Arbeiter Magnus Poser – zunächst unabhängig voneinander – die Initiative zum Neuaufbau einer Bezirksorganisation der KPD in Thüringen. Poser traf sich im Frühjahr 1942 in Erfurt mit Hermann Jahn, der fortan in Abstimmung mit Neubauer und Poser die in der Folge in mehreren Erfurter Betrieben (Lampenfabrik Stübgen, Reparaturwerk Erfurt (REWE), ehem. Maschinenfabrik Henry Pels, Olympia-Büromaschinenwerke, J. A. Topf & Söhne, Telefunken) neu geschaffenen oder reaktivierten KPD-Zellen anleitete und hierbei vor allem auf die Sabotage der laufenden Kriegsproduktion, das Ausbringen von Flugblättern und Klebezetteln sowie die Kontaktaufnahme mit Zwangsarbeitern orientierte. In den folgenden zwei Jahren koordinierte Jahn direkt die aktivste und wirksamste Phase antifaschistischer Arbeit in der größten Stadt Thüringens. Dabei befand er sich vor dem Hintergrund einer immer weiter radikalisierten und zugleich verfeinerten Verfolgungspraxis ständig in unmittelbarer Entdeckungs- und Lebensgefahr.
Zwischen Juni und August 1944 wurde die von Neubauer und Poser aufgebaute Organisation durch die Gestapo systematisch zerschlagen. Die von Hermann Jahn verantwortete Erfurter Struktur war im Gegensatz zu anderen Gliederungen der weitverzweigten Organisation offenbar nicht durch Spitzel unterwandert worden und deshalb zunächst nicht von den Verhaftungen betroffen. Allerdings wurden Jahn, sein Mitarbeiter Willy Albrecht und eine Reihe weiterer Erfurter Aktivisten kurze Zeit später unabhängig davon im Rahmen der Aktion Gitter verhaftet und in das KZ Buchenwald verbracht, wo sie bis zur Befreiung im April 1945 verblieben. Daraufhin zerfielen im Herbst 1944 die zwei Jahre zuvor aufgebauten Betriebszellen weitgehend; ein auf vergleichbarem Niveau organisierter Widerstand fand in Erfurt bis zum Kriegsende nicht mehr statt.

### 1945 bis 1946
Auf Anordnung des amerikanischen Stadtkommandanten wurde der Erfurter NSDAP-Oberbürgermeister Kießling am 15. April 1945 ab- und der parteilose Kaufmann Otto Gerber in diese Funktion eingesetzt. Jahn kehrte ungefähr zu diesem Zeitpunkt nach Erfurt zurück und begann sofort mit dem Wiederaufbau des Unterbezirks der KPD. Bis zum 26. April sammelte er etwa 100 ehemalige Parteimitglieder. Dabei konnte Jahn vorerst nur illegal oder bestenfalls halblegal operieren, da die Besatzungsmacht jede parteipolitische Betätigung untersagt hatte und diesbezügliche Verstöße – beispielsweise in Jena und Gotha – auch durchaus hart ahndete. Noch im April initiierte Jahn die Sammlung aller greifbaren antinazistischen Gruppen und Einzelpersonen im Rahmen eines „Antifaschistischen Komitees“, das auf Flugblättern den Stadtkommandanten und den neuen Oberbürgermeister wegen deren Stellenbesetzungspolitik kritisierte und die Entfernung aller erwiesenen Nationalsozialisten aus Verwaltung, Ämtern und Betrieben forderte, hierbei aber nur sehr eingeschränkt erfolgreich war. Daneben versuchte das Komitee, die Bildung freier Gewerkschaften zu forcieren. Auch dies wurde durch den Stadtkommandanten unterbunden.
Am 3. Juli 1945 rückte die Rote Armee in Erfurt ein; damit konnte die KPD nach über zwölf Jahren wieder vollständig legal auftreten. Vier Tage später enthob der sowjetische Stadtkommandant Urew Otto Gerber seines Amtes und ernannte Hermann Jahn zum Oberbürgermeister der Stadt. Der neue Verwaltungschef entließ innerhalb weniger Tage etwa 400 nazistisch belastete Beamte und Angestellte und besetzte die frei werdenden Stellen zum Teil mit nach und nach aus Konzentrationslagern und Zuchthäusern zurückkehrenden Antifaschisten.
Neben der politischen Absicherung des Neubeginns galt Jahns Aufmerksamkeit der Wiederingangsetzung der Produktion und der Neustrukturierung des Schulwesens, vor allem aber der Unterbringung und Versorgung der Menschen in der Stadt, deren Einwohnerzahl wegen der fast 50.000 eingetroffenen Umsiedler innerhalb weniger Monate auf über 200.000 angestiegen war.
Jahn, dessen Gesundheit bereits bei seiner Rückkehr aus Buchenwald angegriffen war, nahm während dieser Zeit nur noch informell an der weiteren regionalen und überregionalen Entwicklung seiner Partei teil. Herausragende Ämter und Funktionen in der Thüringer KPD hatte er nicht inne, die Leitung des Unterbezirks Erfurt gab er noch 1945 an Fritz Gäbler ab. Auch lokal scheint er nach der Formierung des Blocks der antifaschistisch-demokratischen Parteien im August 1945 nicht mehr als Parteipolitiker hervorgetreten zu sein. In Gremien und Ausschüssen, die die Vereinigung von SPD und KPD zur SED vorbereiteten und schließlich vollzogen, trat er offenbar nicht auf. Unklar bleibt, ob dies auf seinen sich kontinuierlich verschlechternden Gesundheitszustand oder eine möglicherweise demonstrativ „überparteiliche“ Auffassung seines Bürgermeisteramtes zurückzuführen ist.
Jahn verstarb wenige Tage nach der am 7. April 1946 in Gotha für Thüringen vollzogenen Gründung der SED in einem Erfurter Krankenhaus. Im Amt des Oberbürgermeisters folgte ihm am 5. Mai 1946 Georg Boock nach.

## Gegenstand der Erinnerungspolitik
Die nach Jahns Tod durchgeführte Umbenennung der Erfurter Schlösserstraße in Hermann-Jahn-Straße wurde noch 1990 von der nunmehr CDU-geführten Stadtverwaltung rückgängig gemacht. Eine nach ihm benannte ehemalige Betriebsberufsschule existiert in dieser Form nicht mehr und hat seinen Namen – der damit vollständig aus der öffentlichen Erinnerung getilgt ist – abgelegt.

## Privates
Sein älterer Sohn war der Ökonom und Marx-Forscher Wolfgang Jahn (1922-2001). Sein jüngerer Sohn war der SED-Politiker Günther Jahn (1930–2015).